# Parafia Niepokalanego Serca Najświętszej Maryi Panny w Wilczyskach
Parafia Niepokalanego Serca Najświętszej Maryi Panny w Wilczyskach – parafia rzymskokatolicka w Wilczyskach.
Parafia erygowana w 1505. Obecny kościół parafialny murowany, wybudowany w latach 1957–1963, konsekrowany w 1964.
Terytorium parafii obejmuje Wilczyska, Błażków, Ciechomin, Dwornia, Dychawica, Gózdek, Jarczew, Kamionka, Ksawerynów, Lisikierz, Mysłów, Powały, Stara Huta, Wola Mysłowska, Wólka Ciechomska oraz Zasiadały.